# Sergej Mironovič Kirov
Sergej Mironovič Kirov (rusko Серге́й Миро́нович Ки́ров, izvirno ime Kostrikov, rusko Ко́стриков), ruski (sovjetski) komunist in politik, * 15. (27.) marec 1886, Uržum, Guvernerstvo Vjatka, Ruski imperij (danes Kirovska oblast, Rusija), † 1. december 1934, Leningrad, Sovjetska zveza (danes Sankt Peterburg, Rusija).